# 761 TCN
761 TCN là một năm trong lịch La Mã.